# 阿欣威拉杜
阿欣威拉杜（又譯威拉圖，1968年7月10日—）為一名緬甸上座部佛教比丘，阿欣是緬甸文化中加在僧侶名字前方的尊稱。他因為在緬甸鼓吹對伊斯蘭教的堅決抵制以及直接推動緬甸民間針對本國穆斯林少數民族羅興亞人的迫害而聞名。也因此被時代雜誌以佛教恐怖分子稱之，冠上「緬甸賓拉登」的綽號。他的行為也引發緬甸其他佛教界人士反對，包括發起推動番紅花革命以促進緬甸改革的僧侶們。 

## 早年生涯
1968年，他生於緬甸曼德勒省的皎克西鎮，在他十六歲時輟學並成為僧侶。爾後在2001年他因為發表抵制穆斯林的言論，而以鼓吹宗教仇恨為由遭到逮捕並於兩年後遭到判決25年的徒刑。然而在2010年，隨著緬甸民主改革的風氣他隨著其他政治犯一起獲得了政府特赦。出獄後他依然繼續原先的反穆斯林言論與活動，雖然他堅稱沒有參與和鼓吹直接的攻擊活動，但是他的一些言行被視為和這一連串的種族衝突事件有關。 

## 反穆斯林言論
威拉杜早於2001年就在他的講道言論中反對緬甸國內極為少數的穆斯林社群，隨後因為他的偏激言論遭到當時嚴密管制言論的緬甸軍政府判監。然而在他特赦獲釋後他又再度鼓吹應該抵制穆斯林社群及信仰伊斯蘭教的少數民族的言論，而在此同時緬甸又爆發了在若開邦與密鐵拉的種族衝突事件，因而又使他獲得更多的支持。
他的主要行動除了大量針對穆斯林的批判言論外，且發起969運動要求群眾抵制穆斯林開設的商店，這個行動被視為許多針對穆斯林經營的商家的攻擊事件推手。由於969運動中威拉杜與其支持者分發了上有969記號的貼紙給佛教信徒開設的商店張貼作為標記，然而在密鐵拉的種族衝突風波中部分攻擊事件起因於沒有貼上969貼紙，因而被視為穆斯林而遭到攻擊。 
他也公開要求立法限制佛教女性與穆斯林男性的婚姻。由於伊斯蘭教條中要求與穆斯林結婚者須改宗伊斯蘭的規定，儘管這規定在緬甸沒有法律上的強制力，但是威拉杜以這點作為理由強調穆斯林會藉此壯大，因此要求立法只有在父母認同下，女性佛教徒才得以與穆斯林男性結婚，而且穆斯林這一方也須改宗佛教。這項言論遭到緬甸反對黨領袖翁山蘇姬的反對。

## 美國時代雜誌對其的報導
2012年6月20日發行的美國時代雜誌7月號發表了威拉杜的專題報導，在該期封面上放上了威拉杜的相片並以「Face of Buddhist Terror」（看看佛教徒恐怖份子的嘴臉）作為標題，報導中也提到他自稱為「緬甸的賓拉登」。對於這起報導，緬甸總統表達了不滿，認為這起報導抹黑了佛教以及傷害緬甸佛教徒的感情緬甸當局也禁售該期的時代雜誌， 隨後以佛教為主流信仰的斯里蘭卡也對該期時代雜誌下了禁售令。
對於這報導威拉杜回應到：「你們可以把泥巴抹在寶石上，但是無法抹去它的光彩。」，此外他也否認他曾自稱「緬甸的賓拉登」，并認為這是反對他的團體散播的謠言，同樣的他也批判時代雜誌對他的報導是受到穆斯林陰謀組織的策動。

## 爭議言論
阿欣威拉杜的激進言論散落於他在YouTube上的講道影片之中，以下以媒體有所報導引用的舉出幾個例子：
- 你可以充滿慈愛，但不可以與瘋狗同眠[14]。
- 在所有城鎮，大部份穆斯林都是殘忍和野蠻的[5]。
- 如果我們軟弱，我們的土地就會為穆斯林所奪[15]。